# Euphaedra (Medoniana) medon
Euphaedra (Medoniana) medon es una especie de  Lepidoptera, de la familia Nymphalidae,  subfamilia Limenitidinae, tribu Adoliadini, pertenece al género Euphaedra, subgénero (Medoniana).

## Subespecies
- Euphaedra (Medoniana) medon abouna (Ungemach, 1932)
- Euphaedra (Medoniana) medon albula (Thurau, 1903)
- Euphaedra (Medoniana) medon celestis Hecq, 1986
- Euphaedra (Medoniana) medon fernanda Hecq, 1981
- Euphaedra (Medoniana) medon fraudata van Someren, 1935
- Euphaedra (Medoniana) medon inaequabilis Thurau, 1904
- Euphaedra (Medoniana) medon innota Holland, 1920
- Euphaedra (Medoniana) medon medon
- Euphaedra (Medoniana) medon neustetteri Niepelt, 1915
- Euphaedra (Medoniana) medon pholus van der Hoeven, 1840
- Euphaedra (Medoniana) medon sanctanna Hecq, 1985
- Euphaedra (Medoniana) medon viridinotata Butler, 1871

## Localización
Esta especie y subespecies, se encuentran distribuidas en Camerún, Senegal, Gabón, Sierra Leona, Uganda, Etiopía, Kenia, República Democrática del Congo, Congo Brazzaville, Angola y Zaire (África).